# John Kennedy (calciatore 1983)
John Kennedy (Bellshill, 18 agosto 1983) è un allenatore di calcio ed ex calciatore scozzese, di ruolo difensore, vice allenatore del Celtic.

## Carriera
Kennedy è il nipote di Jimmy Delaney, ex giocatore di Celtic e Manchester United.
Esordì nel 1999 e nel 2004 venne messo sotto osservazione dagli scout del Milan. Proprio in quell'anno subì un gravissimo infortunio al ginocchio durante il suo esordio in nazionale. Fu l'inizio del calvario che lo portò successivamente al ritiro. . Dopo il suo ritorno al calcio giocato, e un nuovo drammatico infortunio al ginocchio durante un match di Champions League , venne mandato in prestito al Norwich City dove subì un ennesimo infortunio ai legamenti della caviglia.
Rientrato in Scozia, visto anche il perdurare dei problemi al ginocchio decise di smettere di giocare intraprendendo per il Celtic il ruolo di osservatore.
Dal 2010, inoltre, presiede il UK based charity Football Aid.

## Palmarès

### Giocatore

#### Competizioni nazionali
- Campionato scozzese: 5

Celtic: 2000-2001, 2001-2002, 2003-2004, 2005-2006, 2006-2007
- Coppa di Scozia: 4

Celtic: 2000-2001, 2003-2004, 2004-2005, 2006-2007
- Coppa di Lega scozzese: 4

Celtic: 1999-2000, 2000-2001, 2005-2006, 2008-2009